# Bistrica (pritok Save Bohinjke)
Bistrica je kratek, toda zelo močan desni pritok Save Bohinjke pri Bohinjski Bistrici. Izvira v treh kraških izvirih približno 3 km jugozahodno od naselja. Vodo dobiva iz zakrasnelega grebena Bohinjskih gora.
V ledeni dobi je bila celotna dolina prekrita z ledeniškimi morenami, po umiku ledenika pa se je Bistrica od zatrepnega kraškega izvira v dolžini približno 1 km vrezala v sotesko, globoko tudi do 70 m. V zgornjem delu je zarezana v dolomite.
Pri izviru je vodno zajetje.